# محافظة يمتلاند
محافظة يمتلاند (بالسويدية: Jämtland County) هي محافظات السويد تقع في السويد في السويد.[بحاجة لمصدر] يقدر عدد سكانها بـ 126,573 نسمة ومساحتها 49,341.2 كم2 .

## أعلام
- ماغنوس نيلسون
- مارغريت اولوفسون بيرغمان